# Au planteur de Caïffa
Ne doit pas être confondu avec Au Planteur.
Pour les articles homonymes, voir Planteur et Caïffa.

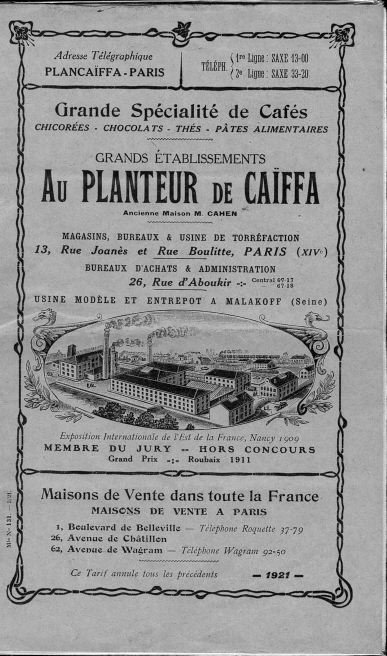
Catalogue "Au Planteur de Caïffa". 1921.

La société Au Planteur de Caïffa est fondée en 1890 par Michel Cahen et sa femme. Au départ simple torréfacteur, vendant toute une gamme de café, Michel Cahen transforme son magasin en épicerie. Il ouvre deux autres magasins, puis de nombreux autres en province. Il reste spécialiste du café.

## Historique

### Aller à la rencontre du client
- Dans la France encore majoritairement rurale de la fin du XIXe siècle et du début du XXe siècle, il est important d'aller chez l'habitant. Dans toutes les villes et les gros bourgs, des succursales sont créées - on en dénombre plus de 400 à la veille de la Seconde Guerre mondiale. Ces magasins irriguent les campagnes : de ferme en ferme, de nombreux colporteurs proposent les produits de la société. Cheminant à pied en tirant des poussettes à bras, montés sur des triporteurs ou des voiturettes tirées par des chiens, un cheval ou un âne, ces milliers d'hommes font très vite partie du paysage rural français. Avec son équipement immédiatement reconnaissable (uniforme vert-bouteille ; casquette portant le nom de la maison ; caisson d'environ 1/2 mètre cube, aux roues cerclées de fer qui tintent sur les cailloux ou les pavés, peintes aux couleurs de la société), le « Caïffa » devient aussi populaire que le facteur. Il propose aux ménagères café, épices, levure, farine et différentes spécialités - telles des biscuits - vendues directement sous la marque « Caïffa ». Rémunéré en fonction des ventes, le colporteur pratique un métier peu rentable et épuisant. Parcourant les chemins quel que soit le temps, il trouve souvent refuge, le soir venu, chez un fermier charitable qui l'héberge dans sa grange.

### Fidéliser la clientèle
- Pour s'attacher ses clients, le Planteur de Caïffa invente des timbres de fidélité que les ménagères collent méticuleusement dans un petit carnet conservé aussi précieusement qu'un livret d'épargne. Une fois rempli, il s'échange contre des objets bon marché (vaisselle, serviettes...).

De même, des jetons métalliques percés de forme hexagonale donnent droit à une prime.
À la fin des années 1920, la société fonde un journal mensuel, Le Caïffa.

## Ascension et déclin
Les bureaux de la société et l'usine de torréfaction sont situés à Paris, à l'angle du 13 rue Joanès et des 9 et 11 rue Boulitte qui se termine en impasse (14e arrondissement). En 1909, une usine de conditionnement est construite en banlieue, à Malakoff. Très vite, elle emploie quelques centaines d'ouvriers. Elle sert de dépôt d'où partent, chaque matin, plusieurs dizaines de charrettes tirées par des chevaux et des voiturettes à bras.
En 1936, lors du Front populaire, les ouvriers de Malakoff sont parmi les premiers à se mettre en grève avec occupation des locaux. Au début de la Seconde Guerre mondiale, du fait des lois anti-juives, Albert Cahen, fils de Michel, est contraint de céder la conduite de sa société à l'un de ses directeurs, M. Couture. Les locaux de la Rue Boulitte sont affectés en 1941 à la Direction régionale de Paris du SNS.
Après la guerre, la société n'est plus que l'ombre d'elle-même. Se séparant de la plupart de ses succursales, elle recentre son activité sur la torréfaction du café.
En 1962, elle acquiert 25 % du capital de la société La Maison du Café, créée par les deux frères argentins Della Valle, ainsi que son fonds de commerce et sa marque. Elle change de dénomination.
En 1977, elle est rachetée par Douwe Egberts, elle-même reprise dès 1978 par Sara Lee Corporation, qui devient après sa scission en 2012 Jacobs Douwe Egberts (JDE).
Actuellement, elle fait partie d'un des trois plus grands groupes de torréfacteurs mondiaux.

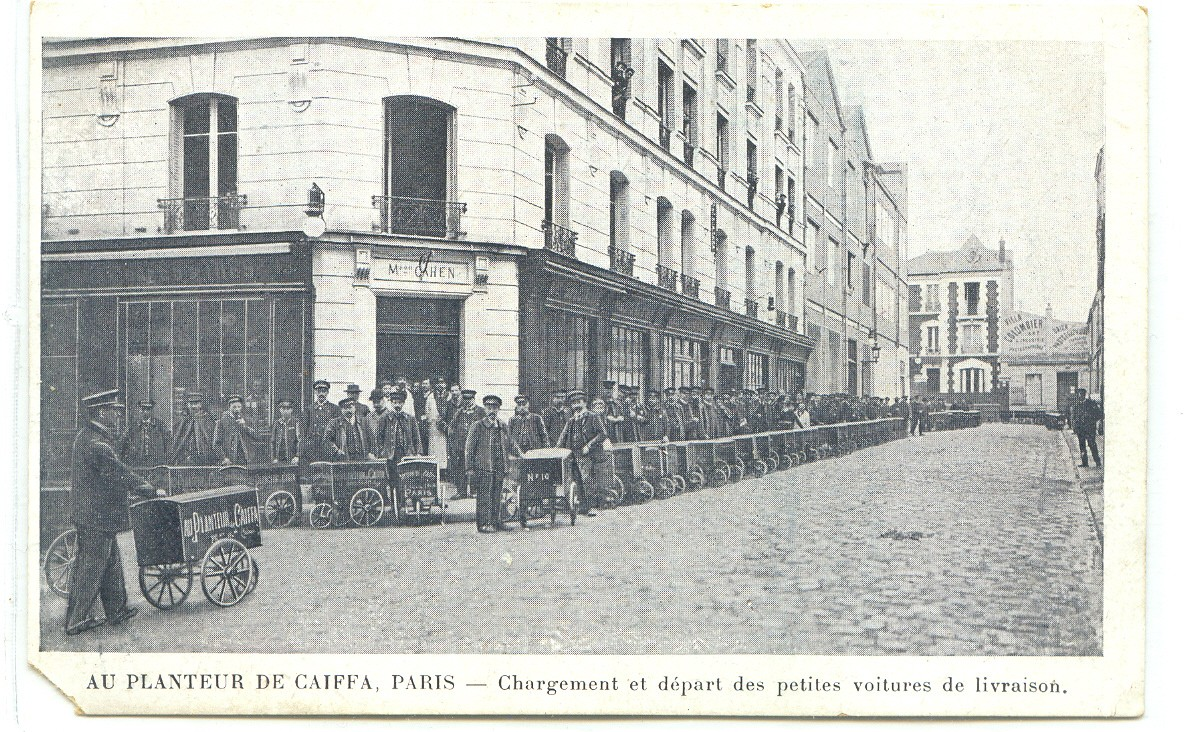
Départ des colporteurs.
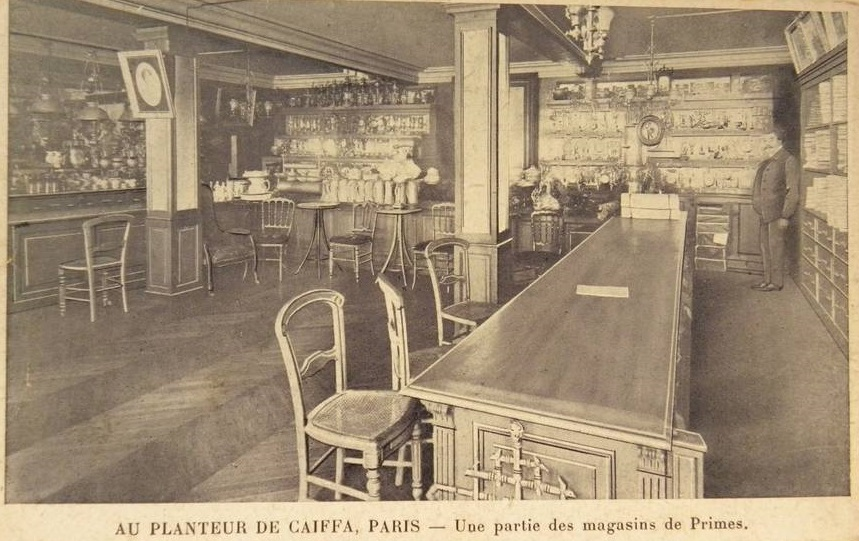
Magasin des primes, où les clients peuvent échanger leurs timbres de fidélité.
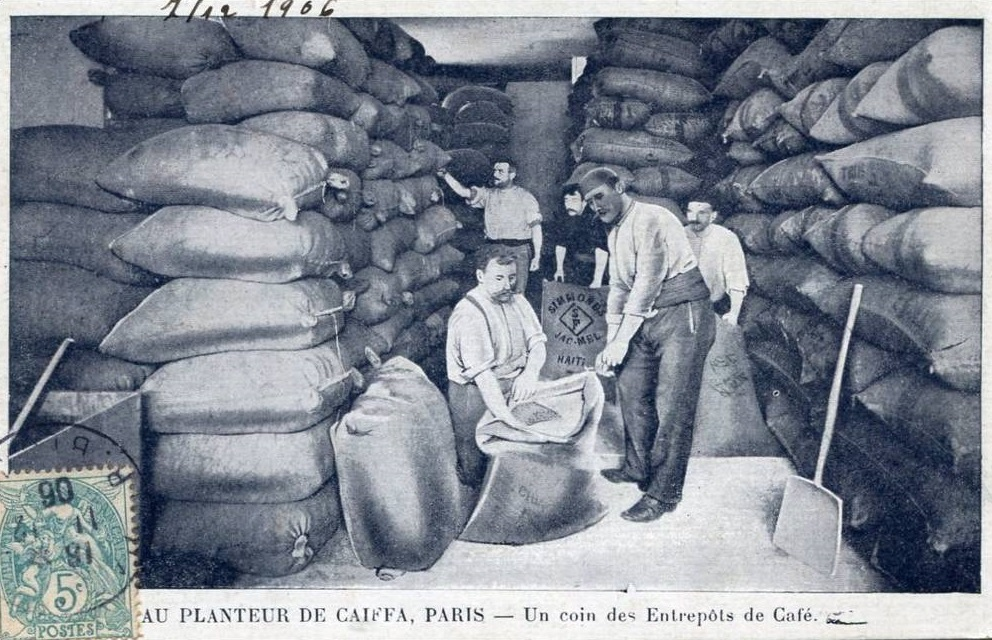
Entrepôt.
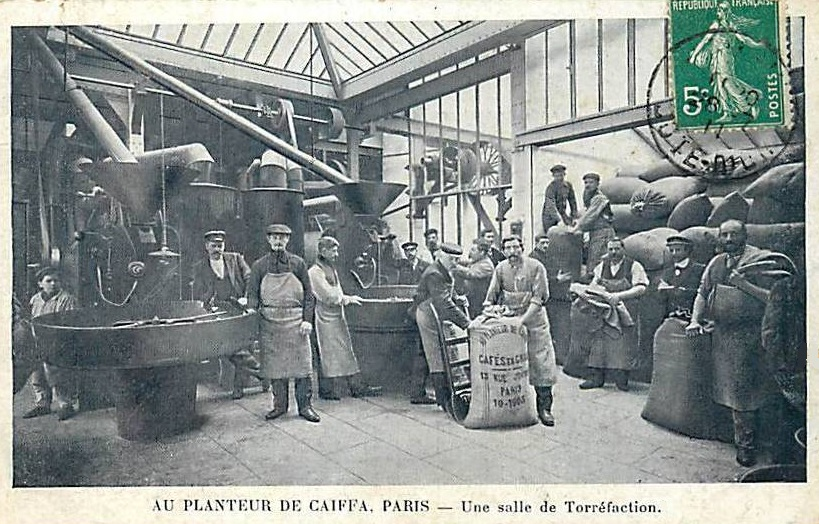
Usine de torréfaction.

## LeCaïffadans la mémoire populaire
- L'écrivain aventurier Henry de Monfreid a, en 1902 à l'âge de 22 ans, travaillé plusieurs mois comme colporteur au Caïffa. Cette expérience lui aura permis de faire connaissance avec le café, ses variétés et ses crus, connaissance qu'il mettra en pratique quelques années plus tard, en 1911, quand il se rendra en Éthiopie pour faire, entre autres, le négoce de café avant de s'installer à Djibouti.

- Une légende sur l'origine de la société (et que diffusaient ses colporteurs) prétend que M. Cahen aurait acheté la totalité de la cargaison d'un bateau qui, à la suite d'un coup de mer, avait eu son fret en partie noyé, donc invendable. Cahen aurait séché et fait griller le café, puis l'aurait enfin vendu à la petite semaine par colportage. Il serait ensuite devenu marchand et importateur de café.

- Le pont Caïffa est situé au-dessus de la voie ferrée qui relie Gouzeaucourt et Epehy. Le chemin qu'emprunte ce pont relie Gouzeaucourt à Villers-Guislain (Département du Nord; arrondissement de Cambrai). C'est sur ce pont qui relie les deux villages, que passait le colporteur du Caïffa. Les habitants de Gouzeaucourt et les ouvriers travaillant sur la voie ferrée entre 1906 et 1908, qui le voyaient passer très souvent ont finalement dénommé ce pont « Caïffa » en référence au nom mentionné sur la poussette. Il est fait plusieurs fois mention de ce pont lors des attaques et combats de la Première Guerre mondiale. Du 12 avril 1917, jusqu'au 20 septembre 1918, l'armée britannique et l'armée du Kaiser engagent tour à tour des actions autour de ce pont, dont les plus meurtrières ont lieu du 18 au 20 septembre 1918.

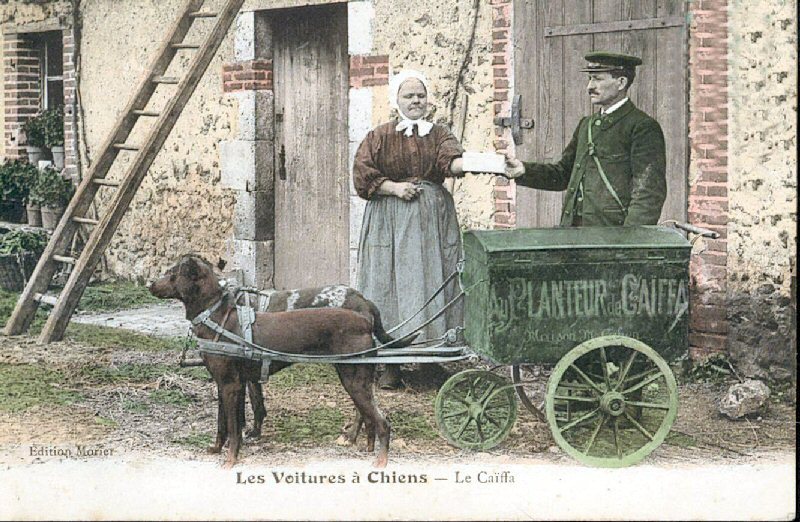
« Les voitures à chiens – Le Caïffa » : Voiturette tirée par deux chiens.

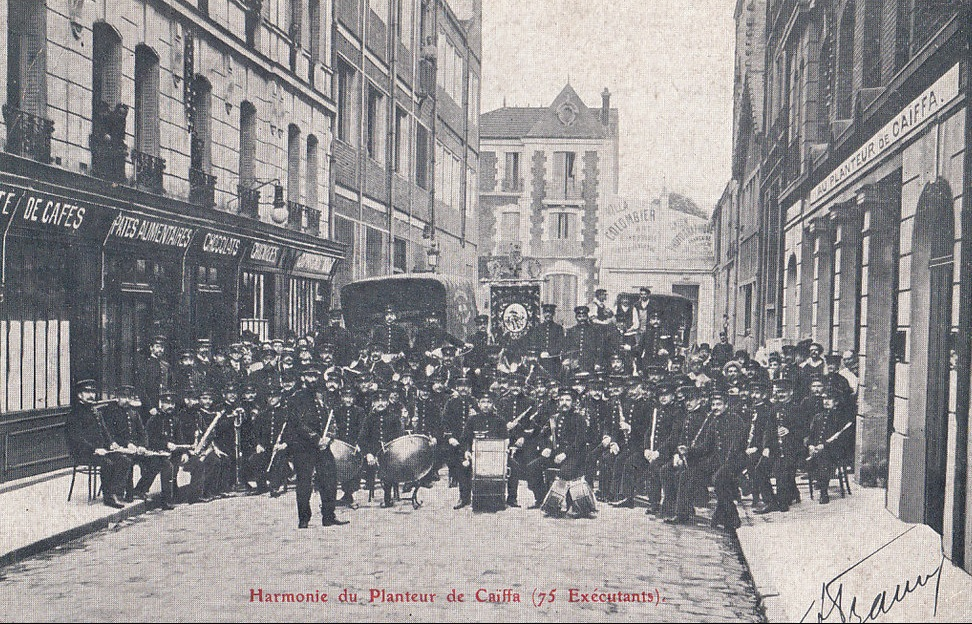
Fanfare.

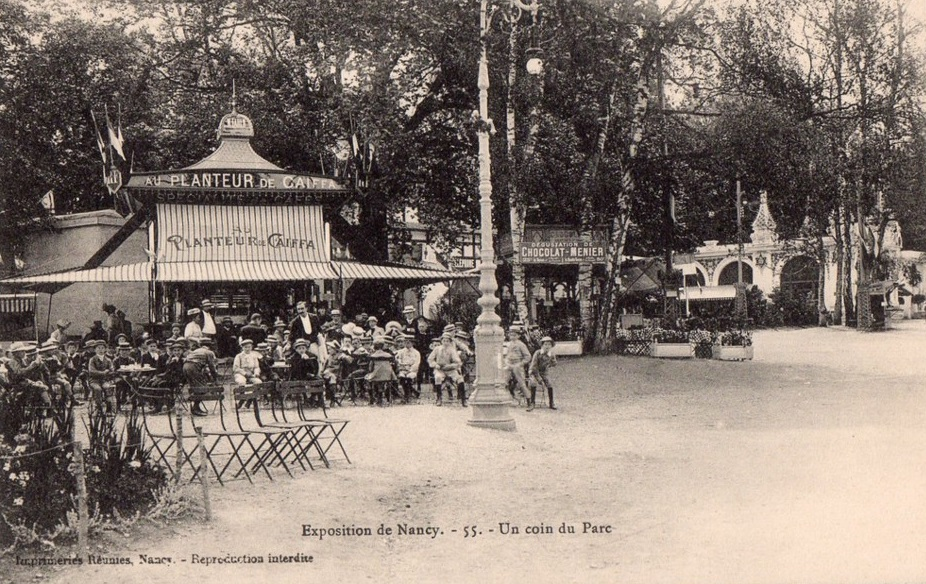
Caïffa à l'Exposition de Nancy.

## Liens externes

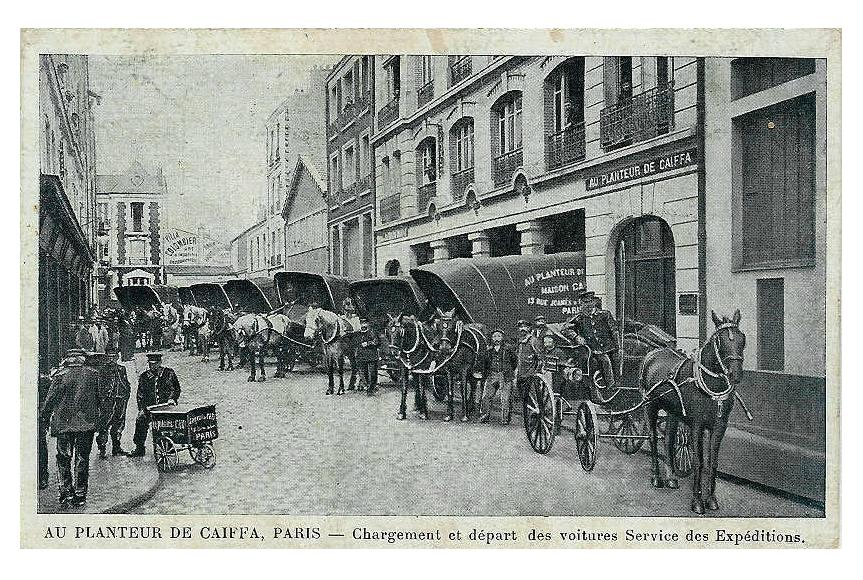
Chargement des charrettes à chevaux pour l'expédition en province.
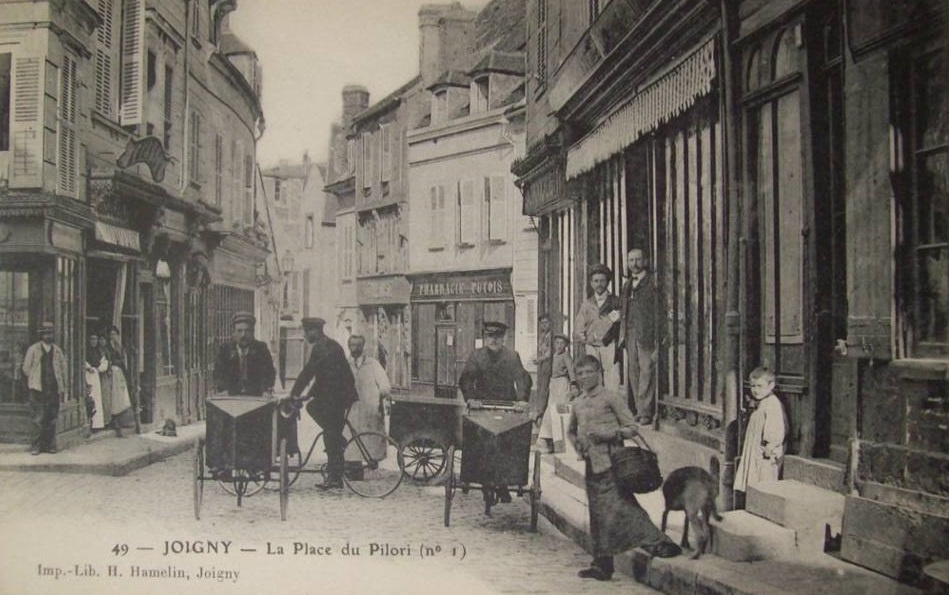
Charrettes-vélocipèdes à Joigny.
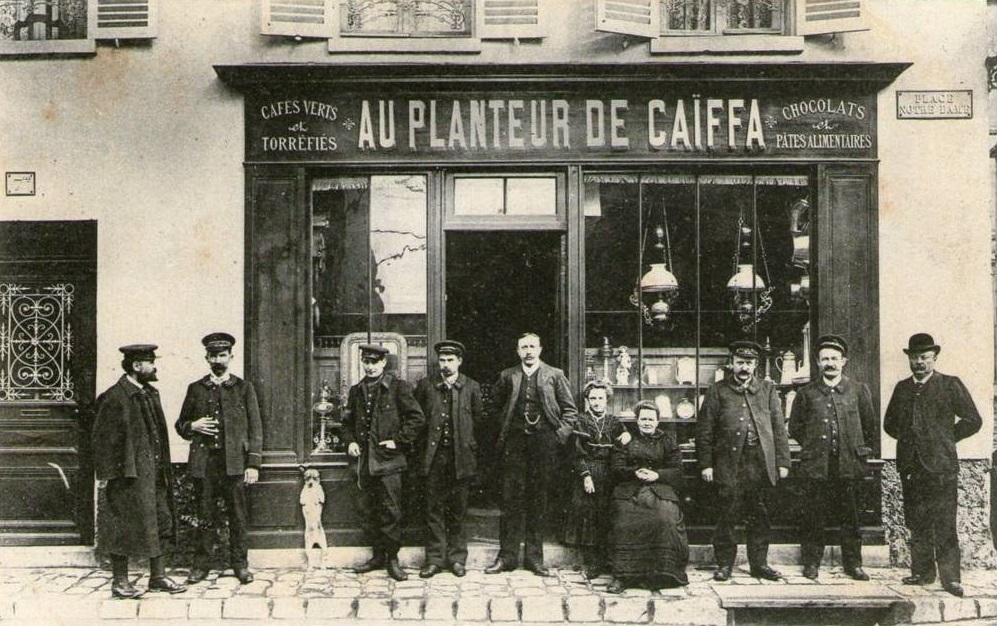
Succursale de Pontoise.

## À visiter
Musée « aux anciens commerces » : Quartier de Soulanger /  Écuries Foullon / 49700 Doué-la-Fontaine : Le commerce ambulant y est représenté entre autres par une carriole à bras et à cheval du Planteur de Caïffa et un triporteur des Économiques Troyens. 